# Philipp Offenheimer
Philipp Offenheimer (* 10. September 1861 in Schmieheim; † 4. Oktober 1930 in Okriftel) war ein jüdischer Unternehmer, Kommerzienrat, Erfinder,
Mitpatentinhaber und Förderer des Senckenberg Naturmuseum.

## Leben
Offenheimer heiratete in Stuttgart Lucie die (1868–1964) in München geboren wurde. Aus dieser Ehe stammen die Geschwister Ernst und Marie Therese (1890–1986) Offenheimer.
Nach seinem Tode hinterließ er ihnen unter der anschließenden Leitung von Ernst die Cellulosefabrik Phil. Offenheimer Okriftel (Cellulosefabrik Okriftel a. M. Ph. Offenheimer, Cellulosefabrik Ph. Offenheimer Okriftel a. M auch Cellulose-Fabrik Okriftel).
Als Unternehmer war er führend in der Herstellung von Zellulose, Kohlepapier und Papier. Zusätzlich produzierte er Sprit.
Nach der Arisierung des Betriebes im Frühjahr 1938 und der Reichspogromnacht floh die Familie nach London und Lucie Offenheimer emigrierte 1942 mit ihrer Tochter Marie Therese nach San Francisco.
Restituiert 1949 wurde der Betrieb 1951 an die Phrix-Werke AG verkauft.

## Mäzen
Philipp Offenheimer unterstützte finanziell den Bau des ab 1930 errichteten Okrifteler Rathauses und überließ der ortsansässigen jüdischen Gemeinde die ehemalige Kantine als Schul- und Gebetsraum.